# Zwalm (vattendrag)
Zwalm är ett vattendrag i Belgien.   Det ligger i provinsen Östflandern och regionen Flandern, i den västra delen av landet, 50 km väster om huvudstaden Bryssel.
Trakten runt Zwalm består till största delen av jordbruksmark. Runt Zwalm är det tätbefolkat, med 343 invånare per kvadratkilometer.